# Zou Hanxun
Zou Hanxun (chinesisch 鄒漢勖 / 邹汉勋, W.-G. Tsou Han-hsün, Zi: 叔绩/叔績; geb. 11. Dezember 1805; gest. 15. Januar 1854) war ein chinesischer Gelehrter und Geograph. Er stammte aus Xinhua, Hunan, und fiel im Kampf gegen die Taiping-Rebellen. Er ist Verfasser verschiedener Schriften, von denen seine Anmerkungen zu seinem Studium der Klassiker wohl die bekannteste ist. Das Werk erschien unter dem Titel Dushu ouzhi 读书偶织. Zou Hanxun war auch Sponsor und Herausgeber der Werke von Wang Fuzhi.